# Tomaž Pandur
Tomaž Pandur, slovenski gledališki režiser, * 19. februar 1963, Maribor, † 12. april 2016, Skopje, Severna Makedonija.

## Življenje in smrt
Rodil se je leta 1963 v Mariboru, kjer je obiskoval Prvo gimnazijo Maribor. Študiral je režijo v Ljubljani ter se nato vrnil v Maribor. Po sporu v Drami Slovenskega narodnega gledališča Maribor je zapustil Slovenijo in živel ter ustvarjal v New Yorku, Parizu, Berlinu, Zagrebu, predvsem pa Madridu. 
Zaradi srčne kapi je umrl 12. aprila 2016, med gledališko vajo za predstavo Kralj Lear v Skopju v Makedonskem narodnem gledališču.

## Umetniško delo
Že kot dijak Prve gimnazije v Mariboru je ustanovil svojo gledališko skupino »Tespisov voz – Novo slovensko gledališče«. Študiral in diplomiral na AGRFT leta 1988. Njegova prva profesionalna uprizoritev, »Šeherezada«, leta 1988 v Slovenskem mladinskem gledališču je veljala za senzacijo. V sezoni 1989/1990 je postal umetniški vodja gledališča SNG Drame Maribor in to funkcijo opravljal do leta 1996. V tem času je med drugim režiral Hamleta, Fausta, Carmen, Božanske komedije, Ruska misija in Babilon.  Kot umetniški vodja SNG drame Maribor je odstopil po sporu zaradi finančnih dolgov gledališča ter se nekaj let umaknil od gledališkega življenja. K odrski umetnosti se je znova vrnil v tujini, kjer je leta 2002 z dramaturginjo Livijo Pandur ustanovil gledališče Pandur.Theaters. Leta 2014 je po osemnajstih letih ponovno režiral v Ljubljani, prvič po odhodu v tujino zopet v slovenščini. V SNG Drama Ljubljana je režiral projekt Rihard III. + II., leto kasneje pa Fausta.

### Opus
Med drugim je režiral naslednje predstave:
- Faust, veliki oder SNG Drama Ljubljana, 2015
- William Shakespeare RIHARD III. + II., SNG Drama Ljubljana, 2014
- TESLA ELECTRIC COMPANY, Gledališka produkcija festivala Ljubljana, 2006
- Alas del Deseo (balet), Campania nacional del danza, Madrid, 2006
- Tomaž Pandur Inferno, Centro Dramatico Nacional, Madrid, 2005
- STO MINUT, Zunajinstitucionalni projekti, 2003
- Milorad Pavić HAZARSKI SLOVAR , Gledališka produkcija festivala Ljubljana, 2003
- La divina commedia - Purgatorio, Paradiso, Thalia Theater, Hamburg, 2002
- Ivo Svetina BABYLON, Drama SNG Maribor, 1996
- Nenad Prokić, Tomaž Pandur RUSKA MISIJA, Drama SNG Maribor, 1994
- Nenad Prokić, Dante Alighieri LA DIVINA COMMEDIA - PARADISO, Drama SNG Maribor, 1993
- Alighieri Dante, Nenad Prokić LA DIVINA COMMEDIA - PURGATORIO, Drama SNG Maribor, 1993
- Nenad Prokić, Alighieri Dante LA DIVINA COMMEDIA - INFERNO, Drama SNG Maribor, 1993
- CARMEN, Drama SNG Maribor, 1992
- William Shakespeare HAMLET, Drama SNG Maribor, 1990
- Johann Wolfgang Goethe FAUST, Drama SNG Maribor, 1990
- Ivo Svetina ŠEHEREZADA, Slovensko mladinsko gledališče, 1989

## Nagrade
Tomaž Pandur je za svoje delo prejel več nagrad in priznanj:
- študentska Prešernova nagrada za režijo za predstavo Marija Stuart F. Schillerja[4]
- Nagrada Prešernovega sklada leta 1991 za Fausta I, II v izvedbi SNG-ja Maribor
- Borštnikovo nagrado za najboljšo režijo in najboljšo uprizoritev v celoti (prav tako za Fausta I, II)
- Zlati grb mesta Maribor
- Glaserjeva nagrada za življenjsko delo
- Nagrada Bojana Stupice za življenjsko delo
- Zlata maska MES Sarajevo za režijo (prav tako za Fausta I, II)